# Östergötlands bandyförbund
Östergötlands bandyförbund var ett distriktsförbund för bandy som omfattade Östergötlands län. Det upplöstes när Svenska bandyförbundet omorganiserade sig till större distrikt.
Vid Svenska mästerskapet i bandy 1908 deltog ett sammansatt lag från olika klubbar inom förbundet och tog sig till final, där det emellertid blev förlust mot Djurgårdens IF. Det innebär dock att distriktsförbundet har ett SM-silver.